# Severn Stoke
Severn Stoke – wieś w Anglii, w hrabstwie Worcestershire, w dystrykcie Malvern Hills. Leży 11 km na południe od miasta Worcester i 158 km na północny zachód od Londynu.